# AURKA
AURKA (англ. Aurora kinase A) – білок, який кодується однойменним геном, розташованим у людей на короткому плечі 20-ї хромосоми. Довжина поліпептидного ланцюга білка становить 403 амінокислот, а молекулярна маса — 45 809.
| 10         |  | 20         |  | 30         |  | 40         |  | 50         |
| ---------- |  | ---------- |  | ---------- |  | ---------- |  | ---------- |
| MDRSKENCIS |  | GPVKATAPVG |  | GPKRVLVTQQ |  | FPCQNPLPVN |  | SGQAQRVLCP |
| SNSSQRVPLQ |  | AQKLVSSHKP |  | VQNQKQKQLQ |  | ATSVPHPVSR |  | PLNNTQKSKQ |
| PLPSAPENNP |  | EEELASKQKN |  | EESKKRQWAL |  | EDFEIGRPLG |  | KGKFGNVYLA |
| REKQSKFILA |  | LKVLFKAQLE |  | KAGVEHQLRR |  | EVEIQSHLRH |  | PNILRLYGYF |
| HDATRVYLIL |  | EYAPLGTVYR |  | ELQKLSKFDE |  | QRTATYITEL |  | ANALSYCHSK |
| RVIHRDIKPE |  | NLLLGSAGEL |  | KIADFGWSVH |  | APSSRRTTLC |  | GTLDYLPPEM |
| IEGRMHDEKV |  | DLWSLGVLCY |  | EFLVGKPPFE |  | ANTYQETYKR |  | ISRVEFTFPD |
| FVTEGARDLI |  | SRLLKHNPSQ |  | RPMLREVLEH |  | PWITANSSKP |  | SNCQNKESAS |
| KQS        |  |            |  |            |  |            |  |            |

A: Аланін

C: Цистеїн

D: Аспарагінова кислота

E: Глутамінова кислота

F: Фенілаланін

G: Гліцин

H: Гістидин

I: Ізолейцин

K: Лізин

L: Лейцин

M: Метіонін

N: Аспарагін

P: Пролін

Q: Глутамін

R: Аргінін

S: Серин

T: Треонін

V: Валін

W: Триптофан

Кодований геном білок за функціями належить до трансфераз, кіназ, серин/треонінових протеїнкіназ, фосфопротеїнів. 
Задіяний у таких біологічних процесах, як клітинний цикл, поділ клітини, мітоз, біогенез та деградація війок. 
Білок має сайт для зв'язування з АТФ, нуклеотидами. 
Локалізований у цитоплазмі, цитоскелеті, клітинних відростках, війках.